# Baldred Bisset
Baldred Bisset (auch Bissait; * um 1260; † nach 27. April 1311) war ein schottischer Geistlicher, Jurist und Diplomat. Nach Duns Scotus gilt er als einer der bemerkenswertesten schottischen Gelehrten des 13. Jahrhunderts. Er wurde vor allem dadurch bekannt, dass er sich während des Ersten Schottischen Unabhängigkeitskriegs vor der Kurie für die schottische Unabhängigkeit einsetzte.

## Herkunft und Ausbildung
Traditionell wird angenommen, dass Bisset aus Stirlingshire stammte. Möglicherweise war er mit William Biset verwandt, dem Lord von Upsettlington in Berwickshire, der 1306 für den englischen König Eduard I. Constable von Stirling Castle und später kurzzeitig Landbesitzer in Stirlingshire war. Baldred Bisset soll dazu mit dem späteren Bischof William Sinclair verwandt gewesen sein. Nach dem Historiker David Buchanan, der in der ersten Hälfte des 17. Jahrhunderts tätig war, besuchte Bisset eine Schule in Stirling. Anschließend studierte er Philosophie an der Universität St Andrews und danach in Frankreich. Diese Behauptungen sind jedoch unbelegt. Nachweislich wird Bisset erstmals 1277 an der norditalienischen Universität Bologna als Dominus erwähnt. 1284 wurde er als Master bezeichnet. Sehr wahrscheinlich schloss er sein Studium als Doktor des Zivilrechts ab, da er 1305 als Dottor di Legge (italienisch Doktor des Rechts) bezeichnet wurde.

## Tätigkeit als Geistlicher
In den 1280er Jahren war Bisset als Kleriker in Schottland tätig. Vor August 1284 wurde er Kanoniker an der Kathedrale von Dornoch im Bistum Caithness. Er war jedoch vor allem im Bistum St Andrews tätig, wo er zu den wichtigsten Klerikern der Diözesanverwaltung gehörte. Unter Bischof William Fraser wurde er vor Oktober 1282 Vorsitzender des bischöflichen Gerichtshofs. Dieses Amt behielt er bis 1289. In den 1280er Jahren war er auch an einem Rechtsstreit zwischen den englischen Bistümern York und Durham beteiligt, wobei er offenbar den Standpunkt von Durham vertrat. Vor dem 19. September 1289 wurde Bisset Rektor von Kinghorn, das innerhalb des Sprengels von St Andrews lag. Aus den 1290er Jahren ist nur wenig von Bisset bekannt, möglicherweise war er nach Italien zurückgekehrt und lehrte an der Universität von Bologna Rechtswissenschaften. Das einträgliche Benefiziat von Kinghorn behielt er aber offenbar bis mindestens 1296. Weil er nach der schottischen Niederlage im Krieg gegen England 1296 dem englischen König Eduard I. nicht den Treueid schwor, vergab dieser vor 1301 das Benefiziat an den englischen Geistlichen Peter of Dunwich. Bisset war in Bologna, als er hiervon erfuhr. Bis Ende 1304 wandte er sich direkt an die Kurie in Rom, um gegen den Verlust seines Benefiziats zu protestieren. Wenig später legte ein Bevollmächtigter von ihm auch vor dem bischöflichen Gerichtshof von St Andrews Beschwerde ein.

## Schottischer Vertreter bei der Kurie
Während des Schottischen Unabhängigkeitskriegs gehörte Bisset ab 1298 zu den schottischen Gesandten bei der Kurie. Er erreichte mit, dass Papst Bonifatius VIII. Schottland als unabhängiges und souveränes Königreich betrachtete. 1301 war er einer von drei schottischen Vertretern, die im Namen des Guardians John de Soules an der Kurie tätig waren. Nachdem Bonifatius VIII. 1299 seine Bulle Scimus, fili an den englischen König gerichtet hatte, in der er die päpstliche Oberhoheit über Schottland beanspruchte, berief sich der englische König in seiner Antwort auf von Geoffrey of Monmouth gesammelte Legenden, um seinen Anspruch auf die Oberhoheit über Schottland zu untermauern. Die schottische Guardians ernannten Master William Frere, den Archidiakon von Lothian, zum Leiter einer Kommission, um eine Entgegnung auf das Schreiben des englischen Königs zu verfassen. Neben Frere gehörten der Kommission Bisset sowie Master William of Eaglesham an. Frere und Eaglesham waren Anfang 1301 vermutlich noch in Schottland gewesen und reisten von dort nach Italien, wo sie sich mit Bisset trafen. Die Kommission verfasste drei verschiedene Entwürfe, die etwas irreführend als Anweisungen (englisch Instructions) bezeichnet wurden. Zwei davon sind als vollständige Texte in den Handschriften eines Anhangs zu den Chroniken von John Fordun und von Walter Bower erhalten. Eine kürzere Version, der sogenannte Processus, ist ebenfalls überliefert, obwohl es keine Beweise dafür gibt, dass sie jemals vor Gericht vorgetragen wurde. Nach mehreren schottischen Chronisten könnte Bisset der Hauptautor der Anweisungen und des Processus gewesen sein. Die Entwürfe für das schottische Antwortschreiben greifen die auf Legenden begründeten englischen Ansprüche auf. Sie führen ihrerseits die Ursprünge der schottischen Geschichte auf  Scota, eine Tochter eines ägyptischen Pharaos, und ihren Ehemann Gaythelos, einem griechischen Prinzen, zurück, um den englischen Anspruch zu widerlegen. Gleichzeitig war der Autor raffiniert genug, um zu argumentieren, dass die jüngere Geschichte relevantere und besser dokumentierte Beweise für die Rechtmäßigkeit der schottischen Unabhängigkeit liefert als die der fernen Vergangenheit. Damit erweist sich der Autor als geschickter Polemiker, der gute Kenntnisse des kanonischen und des weltlichen Rechts hatte und auch über die anglo-schottischen Beziehungen des dreizehnten Jahrhunderts gut informiert war. Die schottischen Bemühungen waren jedoch vergeblich, denn um seine guten Beziehungen zum französischen König Philipp IV. zu bewahren, beendete der Papst im August 1302 seine bisherige offene Unterstützung für die schottische Unabhängigkeit. Stattdessen forderte er die schottischen Bischöfe auf, sich mit dem englischen König zu verständigen.

## Weiteres Leben
Nach dem Ende seiner Mission an der päpstlichen Kurie kehrte Bisset nach Bologna zurück, wo er im April 1305 zum Generalvikar von Bischof Uberto Avvocati ernannt wurde. Den größten Teil seines restlichen Lebens scheint er auf dem Kontinent verbracht zu haben, wo er gelegentlich in Avignon auftauchte. Nachdem Robert Bruce sich Anfang 1306 zum schottischen König erklärt hatte, reiste Bisset ins nordenglische Lanercost, um sich dort mit dem englischen König Eduard I. zu treffen. Der genaue Zweck des Treffens ist jedoch nicht bekannt. Möglicherweise lehnte Bisset den Thronanspruch von Bruce ab und wollte im Namen der früheren Guardians verhandeln. Bissets letzte wichtige Tätigkeit war die Leitung der Verteidigung des 1303 gestorbenen Bonifatius VIII. in einem posthumen Prozess im Konsistorium von Avignon. Er wird letztmals in einem Schreiben von Papst Clemens V. vom 27. April 1311 erwähnt und starb wahrscheinlich wenig später.